# Scheibe-Alsbach
Scheibe-Alsbach is een ortsteil van de stad Neuhaus am Rennweg in de Duitse deelstaat Thüringen. Scheibe-Alsbach was van 1924 tot 2013 een zelfstandige gemeente.

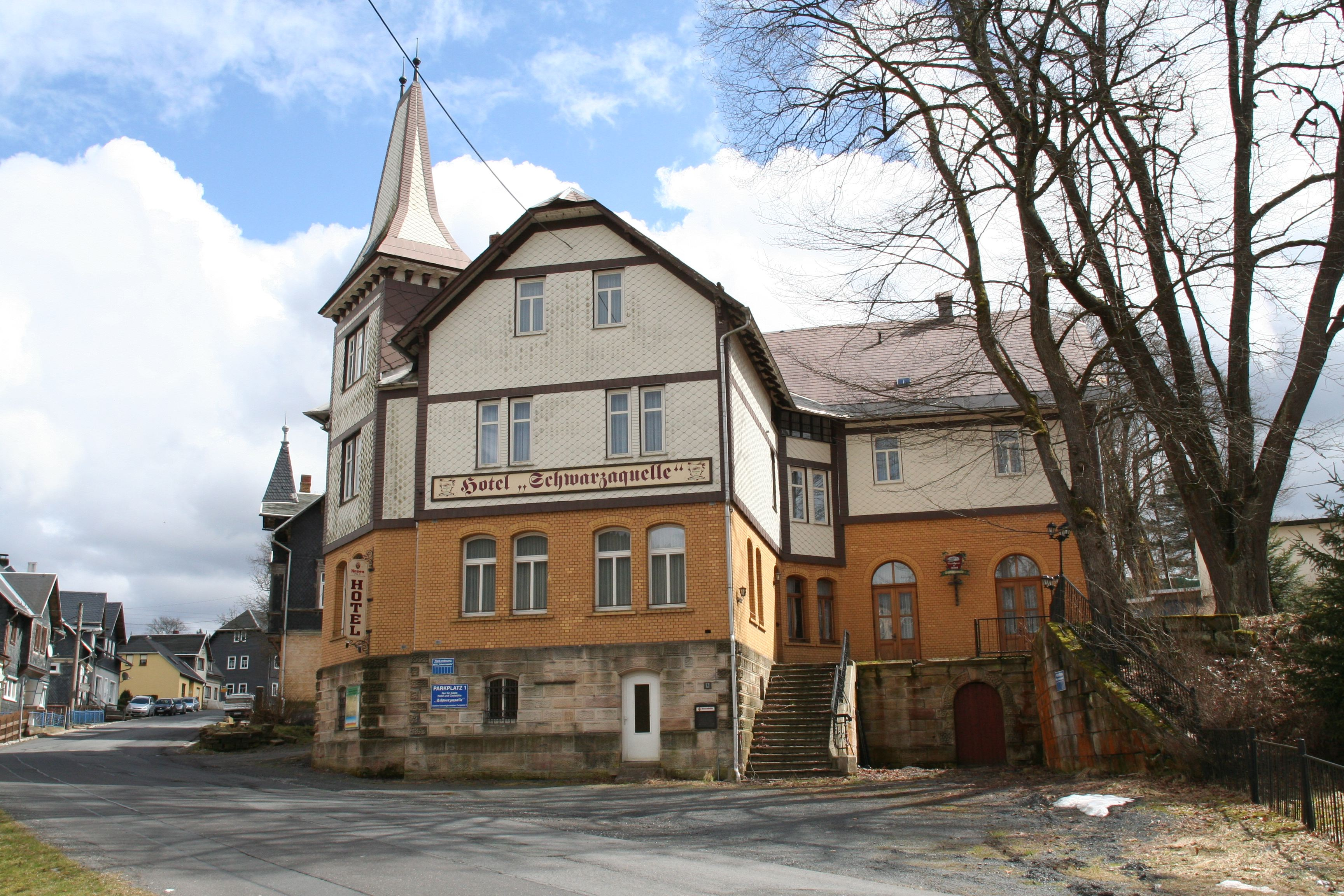
Scheibe-Alsbach